# Chaetostricha particula
Chaetostricha particula is een vliesvleugelig insect uit de familie van de Trichogrammatidae. De wetenschappelijke naam is voor het eerst geldig gepubliceerd in 1929 door Alexandre Arsène Girault.